# ハルラーモフ・トロフィー
ハルラーモフ・トロフィー(露: Харламов Трофи)とはNHLでもっと価値あるロシア人選手に授与される賞のことである。トロフィーはソ連のアイスホッケー選手だったワレリー・ハルラモフにちなんで命名された。
ハルラーモフ・トロフィーは2002年にロシアのスポーツ新聞ソビエト・スポーツが創始した。 賞の発表と授賞式はNHLのプレーオフ終了後に毎年、夏にモスクワで行われる。　NHLの現役のロシア人選手全員の投票によって受賞者が決まる。　1980年代後半、ロシア人の選手が大量にNHLに加入したが、最初のトロフィーの受賞があったのは2003年だった。　デトロイト・レッドウィングスのセルゲイ・フョードロフがハルラーモフ・トロフィーの最初の受賞者となった。

## 歴代受賞者
|  | NHL現役選手            |
|  | ホッケーの殿堂入り選手 |

| シーズン | 選手                              | チーム                            | ポジション                        |   |
| -------- | --------------------------------- | --------------------------------- | --------------------------------- | - |
| 2002-03  | セルゲイ・フョードロフ            | デトロイト・レッドウィングス      | センター                          |   |
| 2003-04  | イリヤ・コワルチュク              | アトランタ・トレジャーズ          | 左ウィンガー                      |   |
| 2004-05  | NHLのロックアウトのため受賞はなし | NHLのロックアウトのため受賞はなし | NHLのロックアウトのため受賞はなし |   |
| 2005-06  | アレクサンドル・オベチキン        | ワシントン・キャピタルズ          | 左ウィンガー                      |   |
| 2006-07  | アレクサンドル・オベチキン (2)    | ワシントン・キャピタルズ          | 左ウィンガー                      |   |
| 2007-08  | アレクサンドル・オベチキン (3)    | ワシントン・キャピタルズ          | 左ウィンガー                      |   |
| 2008-09  | アレクサンドル・オベチキン (4)    | ワシントン・キャピタルズ          | 左ウィンガー                      |   |
| 2009-10  | アレクサンドル・オベチキン (5)    | ワシントン・キャピタルズ          | 左ウィンガー                      |   |
| 2010-11  | パーヴェル・ダツュク              | デトロイト・レッドウィングス      | センター                          |   |
| 2011-12  | エヴゲニー・マルキン              | ピッツバーグ・ペンギンズ          | センター                          |   |
| 2012-13  | パーヴェル・ダツュク (2)          | デトロイト・レッドウィングス      | センター                          |   |
| 2013-14  | アレクサンドル・オベチキン (6)    | ワシントン・キャピタルズ          | 左/右ウィンガー                   |   |
| 2014-15  | アレクサンドル・オベチキン(7)     | ワシントン・キャピタルズ          | 左ウィンガー                      | 7 |
| 2016     | アルテミ・パナリン                | Chicago Blackhawks                | NHL                               | 1 |
| 2017     | エヴゲニー・マルキン              | Pittsburgh Penguins               | NHL                               | 2 |
| 2018     | アレクサンドル・オベチキン        | Washington Capitals               | NHL                               | 8 |